# Stolzia moniliformis
Stolzia moniliformis är en orkidéart som beskrevs av Phillip James Cribb. Stolzia moniliformis ingår i släktet Stolzia och familjen orkidéer. Inga underarter finns listade i Catalogue of Life.